# Astracantha lagowskyi
Astracantha lagowskyi là một loài thực vật có hoa trong họ Đậu. Loài này được (Trautv.) Podl. miêu tả khoa học đầu tiên năm 1983.